# Querol
Pour les articles homonymes, voir Querol (homonymie).
Querol est une commune espagnole de la communauté autonome de Catalogne, province de Tarragone, de la comarque de Alt Camp.